# وحدة 700
الوحدة 700 هي وحدة لوجستية وسرية تابعة لفيلق القدس، الجناح العملياتي الخارجي للحرس الثوري الإيراني. تم تأسيسها لتسهيل نقل المعدات العسكرية والدعم إلى الوكلاء الإقليميين لإيران، خاصةً حزب الله في لبنان والميليشيات المختلفة في سوريا. تلعب وحدة 700 دورًا محوريًا في استراتيجية إيران لتمديد نفوذها عبر الشرق الأوسط.

## الوظائف الرئيسية والعمليات
نقل الأسلحة واللوجستيات
تتولى الوحدة 700 مسؤولية تهريب الأسلحة والمعدات والأموال إلى الجماعات المدعومة من إيران. تعمل الوحدة بتنسيق وثيق مع وحدات أخرى من فيلق القدس، وخاصة الوحدة 190، والوحدة 4400 التابعة لحزب الله، مما يشكل شبكة شاملة لتوزيع الأسلحة.
استخدام الغطاء الإنساني
وفقًا للتقارير، استغلت الوحدة الأزمات الإنسانية لتغطية عملياتها. على سبيل المثال، بعد الزلزال الذي وقع في شمال سوريا في عام 2023، أفادت التقارير بأن الوحدة 700 قد هربت أسلحة وأفرادًا تحت ستار تقديم المساعدات الإنسانية.
طرق تهريب بحرية
استجابةً لتزايد التدقيق والتحديات في الطرق البرية، تحولت إيران إلى القنوات البحرية لتهريب الأسلحة. تشرف الوحدة 700، جنبًا إلى جنب مع الوحدة 190، على هذه العمليات البحرية، مستفيدة من موانئ مثل بيروت لتسهيل نقل الأسلحة إلى حزب الله.

## القيادة والعقوبات الدولية
تتم إدارة الوحدة 700 على يد غال فارسيت، المسؤول السابق في فيلق القدس، الذي لديه روابط واسعة في إيران وسوريا ولبنان. وفي سبتمبر 2024، فرضت المملكة المتحدة عقوبات على الوحدة 700، مشيرةً إلى تورطها في أنشطة تهدف إلى زعزعة استقرار دول أخرى، بما في ذلك المملكة المتحدة. تشمل العقوبات تجميد الموارد وقيودًا على التعامل مع الوحدة.

## الأهمية الاستراتيجية
تعدّ عمليات الوحدة 700 جزءًا أساسيًا من الاستراتيجية الأوسع لإيران لدعم الجماعات الوكيلة لتمديد نفوذها ومواجهة خصومها في المنطقة. ومن خلال تسهيل نقل الموارد العسكرية بشكل سري، تتيح الوحدة استمرار عمليات الجماعات مثل حزب الله، مما يؤثر على الديناميكيات الجيوسياسية في الشرق الأوسط.